# Ut flos et ventus, sic transit nostra iuventus
 Ut flos et ventus, sic transit nostra iuventus лат. (изговор: ут флос ет вентус, сик трансит ностра јувентус). Као цвијет и вјетар, тако пролази наша младост. 

## Поријекло изреке
Није познато ко је ову мисао први изрекао. 

## Тумачење
Ова мисао је једна  поетска метафора. Синоним за пролазност су вјетар и цвијет. Управо је тако пролазна - ефемерна и младост.